# Ньен-кха
Ньен-кха (дзонг-кэ འནྱེན་ཁ་) — восточно-бодский язык, на котором говорят около 10 тысяч человек на востоке, севере и западе Чёрных гор Бутана. Ньен-кха делится на множество диалектов, называемых по деревням. Наиболее родственные языки для ньен-кха — бумтанг и курто-кха, однако эти языки не являются взаимопонимаемыми.

## Носители
На ньен-кха говорят на востоке, севере и западе Чёрных гор. Ареал жизни большинства носителей языка ограничивается реками Танг-Чу с востока и Мангде-Чу с запада.
Перепись населения 1991 года в Бутане показала 11 472 носителя ньен-кха в шести гевогах Бутана. В 1993 году по оценкам Жоржа ван Дрима число носителей составляло около 10 000. Исследование 2010 года определило 8700 носителей в 10 гевогах, что является существенным уменьшением по сравнению с 1991 годом. Такое падение числа носителей в Бутане можно объяснить миграцией безземельных семей и фермеров подсечно-огневого земледелия на свободные земли. Кроме того, тенденция к модернизации ограничивает практическую применимость ньен-кха как полнофункционального языка. Несмотря на снижение численности носителей и смещение в сторону двуязычия, большая часть молодёжи по-прежнему свободно владеет этим языком.
Многие носители ньен-кха активно контактируют с носителями других языков Бутана, в том числе в процессе торговли. Также сообщества этих языков исповедуют одну и ту же религию, бонпо, и религиозные деятели исторически действовали на несколько сообществ сразу.

## Словарный состав
Наиболее родственные языки для ньен-кха — восточно-бодские языки бумтанг и курто-кха; словарный запас этих языков совпадает на 75—77 % и 69 % соответственно. Несмотря на это, эти языки не являются взаимопонимаемыми. Диалекты ньен-кха, в основном называемые по деревням, разнятся в тональности и словарном запасе.
Основные слова ньен-кха сильно отличаются от соответствующих слов из курто-кха, родственного восточно-бодского языка, и дзонг-кэ, государственного языка Бутана.
| Ньен-кха   | Курто-кха   | Дзонг-кэ | Русский |
| ---------- | ----------- | -------- | ------- |
| dasu       | dasum/dusum | dari     | сегодня |
| dawl       | dangla      | khatsa   | вчера   |
| naembae    | yamba       | naba     | завтра  |
| doe/doegyi | dodlai      | nyaeda   | спать   |
| zoo/zayee  | zooye       | za       | есть    |
| chhung     | thrung      | chhum    | рис     |
| nes        | nad         | naa      | ячмень  |
| zeng       | kar         | kaa      | пшеница |
| kapch      | kebtang     | kebta    | хлеб    |
| kheh       | khoe        | chhu     | вода    |

## Грамматика
В ньен-кха нет категории рода. Существительные и местоимения могут быть в единственном или множественном числе.
|        | Единственное число | Множественное число |
| ------ | ------------------ | ------------------- |
| 1 лицо | སྔ་ nga             | ནེ་ ney              |
| 2 лицо | གཡེ་ gye            | ཡིད་ yid             |
| 3 лицо | ཁི་ khi             | བོས་ boe             |

В отличие от дзонг-кэ и большинства языков Бутана, глаголы ньен-кха склоняются по числам: «я иду» — སྔ་ལཱེག་དོ་ nga laeg-do, «мы идём» — ནེ་ལཱ་ཆུག་དོ་ ney laachhug-do, он/она идёт — ཁི་ལས་ཤི་ khi las-shi, «они ушли» — བོས་ལཱ་ཆུག་ཤི་ boe laachhug-shi.